# Belum
Belum is een gemeente in de Duitse deelstaat Nedersaksen. De gemeente was tot 2016 onderdeel van de Samtgemeinde Am Dobrock. Die samtgemeinde fuseerde per 1 januari 2016 met de Samtgemeinde Land Hadeln, waarbij Land Hadeln de naam werd voor de nieuwe samtgemeinde.
Belum telt 803 inwoners.
- Gemeinsame Normdatei: 4786300-6
- Virtual International Authority File: 242758909